# 1985年の自転車競技
1985年の自転車競技（1985ねんのじてんしゃきょうぎ）では1985年の自転車競技についてまとめる。

## 主なできごと
- 中野浩一、世界選手権・プロスプリント（当年より、スクラッチ種目はスプリント種目に名称変更）決勝で、松枝義幸を2-0で破り、同大会同種目9連覇を達成。
- 10月頃、当年の特別競輪（2001年よりGI）優勝者、選考委員が特別に認めた選手（世界選手権優勝者等）、競走得点上位者を一同に集結して一発勝負によるグランドチャンピオンレースであるKEIRINグランプリを、12月30日、立川競輪場で開催することが競輪関係団体内部でまとまり、競輪祭終了後、正式に出場選手が発表された。初代優勝者は中野浩一で、優勝賞金1000万円を獲得。
- 新設の特別競輪、全日本選抜競輪が8月、前橋競輪場で行われ、佐々木昭彦が初代優勝者の座に就く。
- 滝澤正光、世界選手権・プロケイリンで3位に入る。
- ベルナール・イノー、1982年以来自身2度目となる、ジロ・デ・イタリア、ツール・ド・フランスの同一年度総合優勝を達成。ツール・ド・フランスでは、ジャック・アンクティル、エディ・メルクスに次いで史上3人目となる5度目の総合優勝を果たした。
- ウース・フローラー、世界選手権・プロポイントレースで5連覇。また1983年以来2度目となるケイリンとのダブル制覇を達成。
- ショーン・ケリー、パリ〜ニース総合4連覇達成。
- 高橋健二がオールスター競輪で優勝し、1975年の日本選手権競輪以来10年6ヶ月ぶりとなる特別競輪制覇を果たした（2005年に鈴木誠が13年7ヶ月ぶりの特別競輪制覇を果たすまで、同制覇最長期間記録となる）。
- 中井光雄、競輪選手史上5人目となる通算1000勝を達成（10月29日、甲子園競輪場）
- 甲子園競輪場で、1968年以来17年ぶりとなる記念競輪が12月に開催された。
- 4月以降、競輪のギャンブルホリデーが撤廃され、原則非開催日とされてきた水曜日の開催が可能になった。
- 日本放送協会(NHK)が、日本のテレビ局として初めて、当年のツール・ド・フランスの模様を放送。

## 主な成績

### ロードレース
- ブエルタ・ア・エスパーニャ：4月23日〜5月12日
  - 総合優勝：ペドロ・デルガド（ スペイン、シート） 95時間58分00秒
  - ポイント賞：ショーン・ケリー（ アイルランド）
  - 山岳賞：ホセ・ルイス・ラギラ（ スペイン）
- ジロ・デ・イタリア：5月16日〜6月9日
  - 総合優勝：ベルナール・イノー（ フランス、ラ・ヴィ・クレール） 92時間09分30秒
  - ポイント賞：ヨハン・ファン・デル・フェルデ（ オランダ）
  - 山岳賞：ホセ・ルイス・ナバロ（ スペイン）
- ツール・ド・フランス：6月28日〜7月21日
  - 総合優勝：ベルナール・イノー（ フランス、ラ・ヴィ・クレール） 113時間24分23秒
  - ポイント賞：ショーン・ケリー（ アイルランド）
  - 山岳賞：ルイス・エレラ（ コロンビア）
- 世界選手権・プロロードレース：9月1日、 イタリア・ジャーヴェラ・デル・モンテッロ
  - 優勝：ヨープ・ズートメルク（ オランダ） 6時間26分38秒
- ミラノ〜サンレモ：3月16日
  - 優勝：ハニー・クイパー（ オランダ）
- ロンド・ファン・フラーンデレン：4月7日
  - 優勝：エリック・ファンデラールデン（ ベルギー）
- パリ〜ルーベ：4月14日
  - 優勝：マルク・マディオ（ フランス）
- リエージュ〜バストーニュ〜リエージュ：4月21日
  - 優勝：モレノ・アルジェンティン（ イタリア）
- ジロ・ディ・ロンバルディア：10月12日
  - 優勝：ショーン・ケリー（ アイルランド）
- スーパープレスティージュ
  - 優勝：ショーン・ケリー（ アイルランド）
- UCI・ロードワールドランキングス
  - 優勝：ショーン・ケリー（ アイルランド）

### トラックレース

#### 競輪
- 日本選手権競輪：決勝日・3月26日 立川競輪場
  - 優勝：清嶋彰一（東京）
- 高松宮杯競輪：決勝日・6月5日 大津びわこ競輪場
  - 優勝：滝澤正光（千葉）
- 全日本選抜競輪：決勝日・8月5日 前橋競輪場
  - 優勝：佐々木昭彦（佐賀）
- オールスター競輪：決勝日・9月26日 一宮競輪場
  - 優勝：高橋健二（愛知）
- 競輪祭：競輪王戦決勝日・11月27日、新人王戦決勝日・11月25日 小倉競輪場
  - 全日本競輪王戦優勝：井上茂徳（佐賀）
  - 全日本新人王戦優勝：山田英伸（神奈川）
- KEIRINグランプリ'85：12月30日 立川競輪場
  - 優勝：中野浩一（福岡）
- 賞金王：滝澤正光（千葉） - 96,287,600円

### シクロクロス
- 世界選手権自転車競技大会： 西ドイツ・ミュンヘン
  - プロ優勝：クラウス＝ペーター・タラー（ 西ドイツ）